# Le Tombeau des Champignac
 (octobre 2024).
Le Tombeau des Champignac est la cent-quatorzième histoire de la série Spirou et Fantasio de Fabrice Tarrin et Yann. Elle est publiée pour la première fois dans Spirou du no 3624 au no 3633. Il s'agit de la troisième histoire de la collection Le Spirou de….

## Univers

### Synopsis
Un riche Asiatique nommé Zanskar cherche à pénétrer dans les tunnels inaccessibles d'une montagne tibétaine qui s'effrite comme de la biscotte lorsqu'on essaye d'y planter quelque chose. Après plusieurs tentatives infructueuses, les membres de son expédition abandonnent et la journaliste qui couvre l'expédition lui propose l'aide de Pacôme de Champignac, scientifique de renom.
Précisément, à Champignac, le comte a appelé Spirou, Fantasio et Spip à la suite d'un accident. Sur place, les aventuriers découvrent le château ravagé mais le Comte s'en est sorti en bonne santé, et s'excuse de les avoir fait paniquer pour rien. Dans la nuit, Spirou et Fantasio découvrent que Seccotine est au château et elle est contrainte de leur expliquer qu'elle est venue demander de l'aide au comte pour permettre à monsieur Zanskar de pénétrer dans la montagne tibétaine, ce dernier espérant y trouver la princesse des glaces, Ladakh, dont l'époustouflante beauté avait incité un chef barbare à qui elle se refusait à l'emmurer dans cette montagne.
Avant ces explications, le comte de Champignac raconte une autre incroyable histoire : celle de son ancêtre Côme de Champignac, explorateur contemporain de Napoléon Bonaparte, dans le tombeau duquel le comte a découvert une étrange créature appelée la Sphynge, ramenée par Côme d'Égypte, et toujours vivante. Le lendemain, Spirou, Fantasio, Seccotine et le comte partent au Tibet en Zorglumobile mais à la suite d'incidents stupides, Spirou et Seccotine se retrouvent coincés dans la montagne tandis que le comte doit réparer la Zorglumobile, victime d'un crash, et que Fantasio doit trouver de l'essence. Ceux-ci reviennent à temps pour sauver Spirou et Seccotine, sur le point de mourir de froid. Spirou apprend au comte qu'il a découvert que son ancêtre Côme est déjà venu dans cette région et qu'il a pu établir avec certitude que la princesse n'est désormais plus dans cette montagne.
De retour à Champignac, ils découvrent grâce à la Sphynge un passage conduisant à une salle secrète où se trouve la princesse des glaces, ramené par Côme qui, fou d'amour, avait cherché un produit capable de ressusciter les morts. Grâce à un livre laissé sur place par son ancêtre, le comte révèle que la Sphynge ramenée d'Égypte avait été la première à subir le test. Mais la princesse ne voulait revenir que dans un monde dépourvu de toute violence, et Côme ne pouvant lui offrir ce monde s'était résolu à ne pas utiliser le produit, dont il avait laissé un échantillon dans la salle à l'intention de celui qui pourrait la ramener dans un monde paisible. Après réflexion, le comte, Spirou, M. Zanskar — qui les a entre-temps rejoints et s'est révélé être un lointain neveu de la princesse — choisissent de la laisser dans le tombeau.

### Personnages
- Spirou
- Fantasio
- Spip
- Le Comte de Champignac
- Seccotine
- La Sphynge (première apparition)
- Monsieur Zanskar (première apparition)
- Dupilon
- Zénobe
- Jérôme

## Publication

### Revues
- Publié pour la première fois dans le journal de Spirou du no 3624 au no 3633.

### Album
- L'album a bénéficié d'un tirage de tête, édité par Bruno Graff, en 2007, et d'un tirage de luxe, édité par les librairies Album, en 2008.